# David Mulligan
David Mulligan (ur. 24 marca 1982 w Liverpoolu w Wielkiej Brytanii) – nowozelandzki piłkarz, reprezentant kraju grający na pozycji obrońcy.

## Kariera piłkarska
Przygodę z futbolem rozpoczął w 2000 w klubie Barnsley. W 2004 przeszedł do Doncaster Rovers. W 2006 grał w Scunthorpe United. W 2007 został wypożyczony do Grimsby Town. W 2008 zaliczył krótki epizod w klubie Port Vale. Od 2008 do 2010 był piłkarzem Wellington Phoenix. Od 2010 do 2012 grał w Auckland City FC. Sezon 2012/2013 spędził w Waitakere United, a następny rozegrał jako piłkarz Hawke’s Bay United FC. Od 2014 ponownie zawodnik Waitakere United.

## Kariera reprezentacyjna
Karierę reprezentacyjną rozpoczął w 2002. Uczestnik Pucharu Konfederacji 2003. W 2009 został powołany przez trenera Rickiego Herberta na Pucharze Konfederacji 2009, gdzie reprezentacja Nowej Zelandii odpadła w fazie grupowej. 10 maja 2010 został powołany przez trenera Rickiego Herberta na MŚ 2010. W sumie w reprezentacji wystąpił w 28 spotkaniach i strzelił 3 bramki.